# Río Anchicaya
Río Anchicaya är en H.STMe flod i Colombia.   Den är belägen i departementet Valle del Cauca, i den västra delen av landet, 300 km väster om huvudstaden Bogotá. Flodens källa är Farallones de Cali och den mynnar ut i Stilla havet. 